# Canillá
Canillá – miasto w środkowo-zachodniej Gwatemali, w Kordylierach, w departamencie El Quiché, leżące w odległości około 50 km na północny wschód od stolicy departamentu Santa Cruz del Quiché, w górach Sierra Madre de Chiapas. Według danych szacunkowych w 2012 roku liczba ludności miasta wyniosła 2258 mieszkańców.
Jest siedzibą władz gminy o tej samej nazwie, która w 2012 roku liczyła 12 447 mieszkańców. Gmina jest mała, a jej powierzchnia obejmuje zaledwie 123 km².